# Megaphragma mymaripenne
Megaphragma mymaripenne är en stekelart som beskrevs av Philip Hunter Timberlake 1924. Megaphragma mymaripenne ingår i släktet Megaphragma och familjen hårstrimsteklar. Inga underarter finns listade i Catalogue of Life.